# Pierre Descomps
Pour les articles homonymes, voir Descomps.
Pierre Descomps, né le 13 octobre 1921 à Paris, 117 rue St-Dominique et mort à Sussargues le 4 février 2004, est un libraire français. Il a joué un rôle déterminant dans le syndicalisme du secteur.

## Biographie
Pierre Descomps a été directeur commercial des éditions Pierre Horay et du Club du meilleur livre. En 1962, il s'associe avec Pierre Torreilles, gendre du fondateur de la librairie Sauramps à Montpellier. Le duo Torreilles-Descomps donne une nouvelle impulsion à la librairie en lui insufflant une dimension multidisciplinaire.
Pierre Descomps est à l'origine de la filière de formation au métier de libraire. Il s'y est investi depuis la création de l'ASFODEL (Association nationale pour la formation et le perfectionnement professionnel dans le domaine du livre) en 1971, devenue en 2001 l'INFL (Institut national de formation des libraires), puis en 2020 L'École de la Librairie.
Il a créé la licence professionnelle librairie du CFA des Métiers du Livre.
Il a encouragé la création du SLF (Syndicat de la librairie française) et a œuvré pour le rapprochement de l'INFLM avec les IUT des métiers du livre afin de mettre en place une formation spécifique pour les dirigeants de librairie.
Depuis 2014, un prix Pierre-Descomps récompense les mémoires de licence professionnelle soutenus par les étudiants de l'IUT Michel de Montaigne de Bordeaux et du CFA des Métiers du livre de Bordeaux Montaigne.